# V2 (album)
V2 è il secondo album dei The Vibrators.

## Tracce
1. Pure Mania – 3:32
2. Automatic Lover – 3:03
3. Flying Duck Theory – 2:59
4. Public Enemy No. 1 – 2:10
5. Destroy – 2:19
6. Nazi Baby – 4:19
7. Wake Up – 1:57
8. Sulphate – 1:42
9. 24 Hour People – 1:53
10. Fall in Love – 4:09
11. Feel Alright – 1:51
12. War Zone – 2:18
13. Troops of Tomorrow – 5:33

## Formazione
- Knox - chitarra, tastiere, voce
- John Ellis - chitarra, tastiere, voce, artwork
- Gary Tibbs - basso, voce
- John "Eddie" Edwards - batteria

Altri
- Sisters of No Mercy - cori in Sulphate
- Berlin Symphonia - archi
- Nicky Graham - arrangiamenti archi